# Aarberg
Aarberg (toponimo tedesco) è un comune svizzero di 4 581 abitanti del Canton Berna, nella regione del Seeland (circondario del Seeland, del quale è il capoluogo); ha lo status di città.

## Storia
Aarberg è stata il capoluogo dell'omonimo distretto dal 1803 fino alla sua soppressione nel 2009.

## Monumenti e luoghi d'interesse

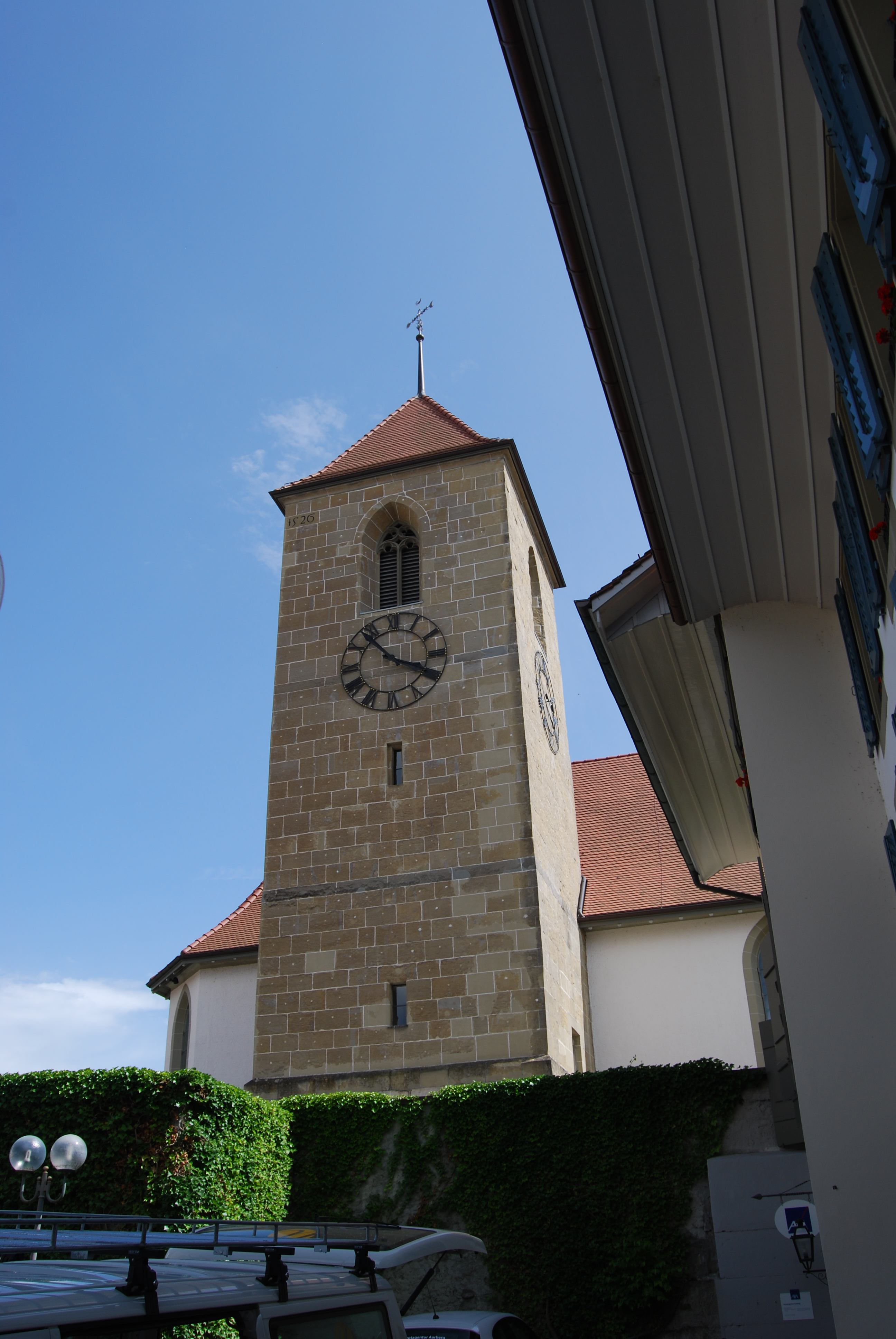
La chiesa riformata

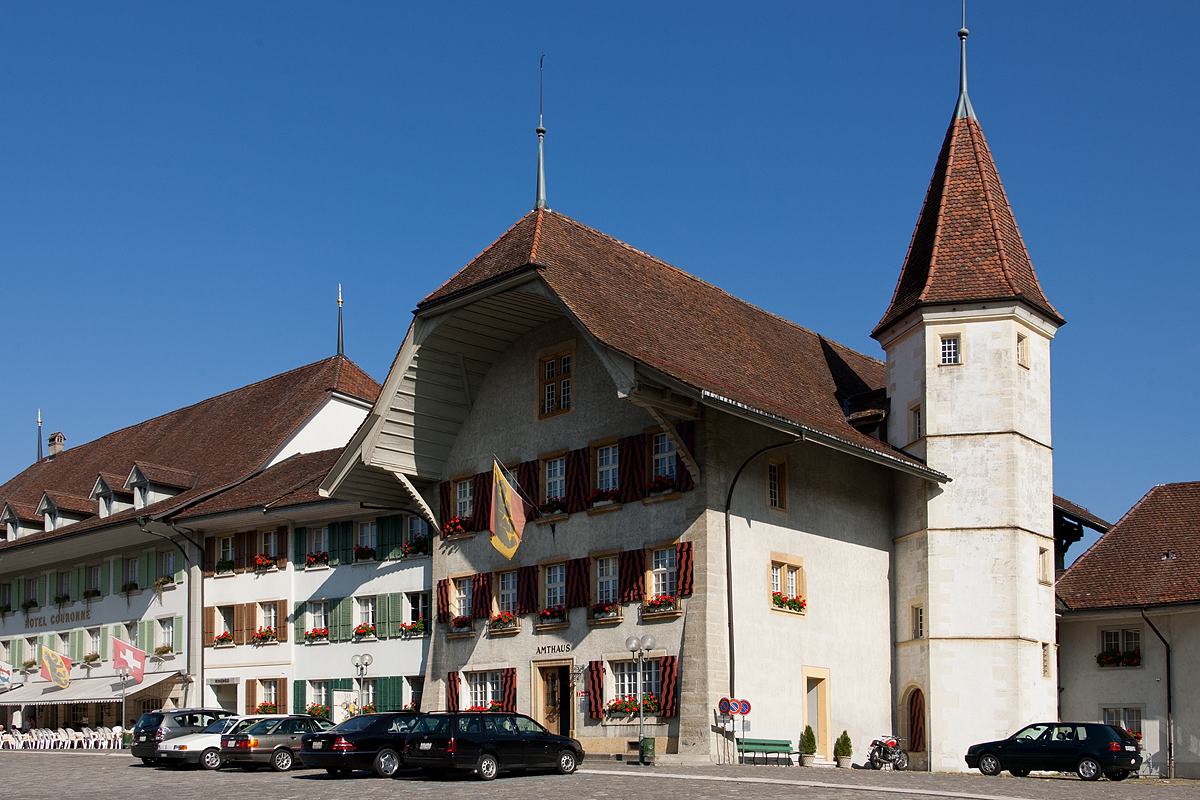
Il castello di Aarberg

- Chiesa riformata (già di San Maurizio e di Santa Maria), eretta nel 1484 e ricostruita nel 1575[1];
- Castello di Aarberg, eretto nel Basso Medioevo[1];
- Borgo storico medievale con una grande piazza situata nel suo centro[1].

## Società

### Evoluzione demografica
L'evoluzione demografica è riportata nella seguente tabella:
Abitanti censiti

## Economia

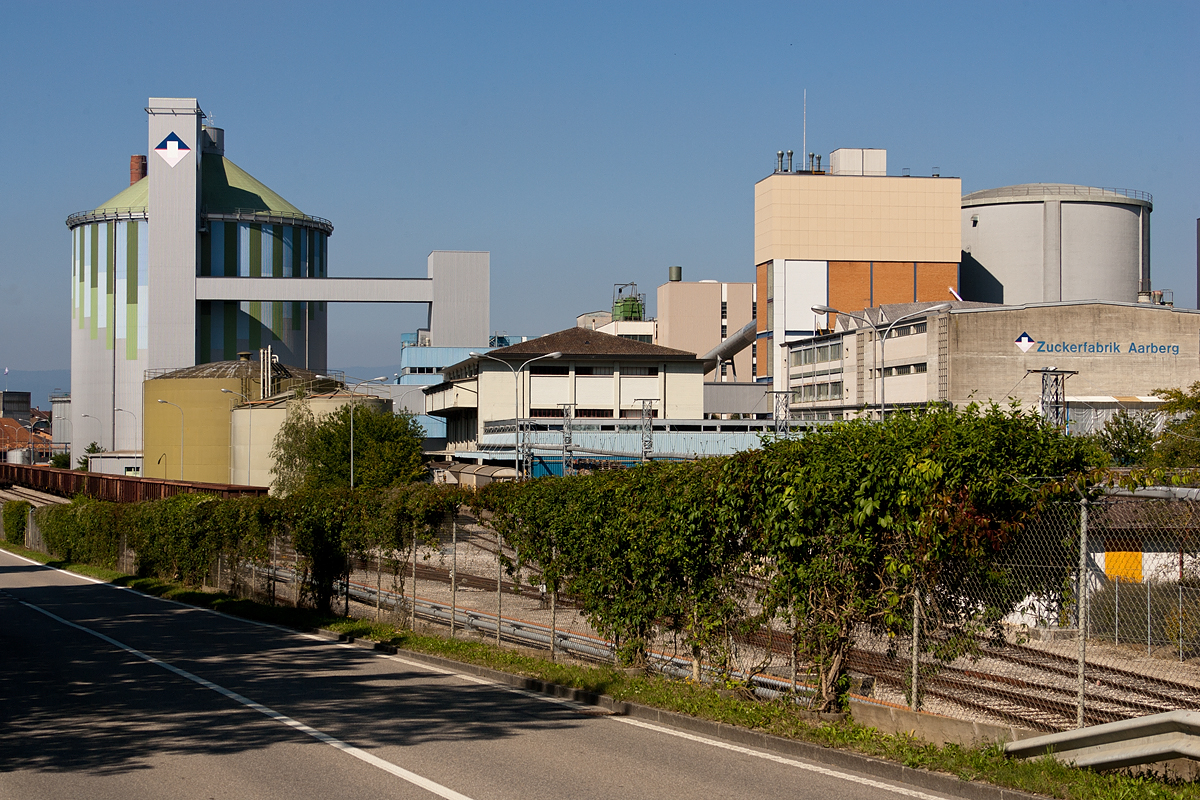
Lo zuccherificio Schweizer Zucker

Lo zuccherificio Schweizer Zucker, fondato nel 1898, è la principale attività economica della località; lo zucchero prodotto ad Aarberg è utilizzato in tutta la Svizzera ed è ottenuto da barbabietole saccarifere prodotte dagli agricoltori dei dintorni.

## Infrastrutture e trasporti

La stazione di Aarberg

Aarberg è servita dall'omonima stazione sulla ferrovia Palézieux-Lyss.

## Amministrazione
Ogni famiglia originaria del luogo fa parte del cosiddetto comune patriziale e ha la responsabilità della manutenzione di ogni bene comune.